# Beyren
Der Beyren (im Oberlauf Dollbach genannt) ist ein etwa 19 km langer Bach in der Region Grand Est, der im Département Moselle verläuft. Er ist ein linker Zufluss des Ruisseau de Boler.

## Geographie

### Verlauf
Der Ruisseau de Beyren entspringt im Gemeindegebiet von Zoufftgen auf einer Höhe von etwa 275 m
Er entwässert zunächst in östlicher Richtung, schwenkt dann auf Süd und mündet schließlich auf einer Höhe von ungefähr 150 m an der Gemeindegrenze von Fixem und Gavisse von links in die Boler.
Der 19,43 km lange Lauf des Ruisseau de Beyren endet ungefähr 125 Höhenmeter unterhalb seiner Quelle, er hat somit ein mittleres Sohlgefälle von etwa 6,4 ‰.

### Zuflüsse
- Ruisseau d'Himeling (links), 3,3 km

### Orte am Fluss
(Reihenfolge in Fließrichtung)
- Haute-Rentgen, Gemeinde Basse-Rentgen
- Basse-Rentgen
- Puttelange-lès-Thionville
- Beyren-lès-Sierck
- Fixem